# Svartfell (berg i Island, Austurland, lat 65,67, long -14,54)
Svartfell är ett berg i republiken Island. Det ligger i regionen Austurland, 400 km öster om huvudstaden Reykjavík. Toppen på Svartfell är 882 meter över havet.
Trakten runt Svartfell är nära nog obefolkad, med mindre än två invånare per kvadratkilometer. Närmaste större samhälle är Vopnafjörður, omkring 17 kilometer nordväst om Svartfell. Trakten runt Svartfell består i huvudsak av gräsmarker.